# H.A.S.哈南柔丁国际机场
H.A.S.哈南柔丁国际机场（印尼语：Bandar Udara Internasional H.A.S. Hanandjoeddin）原名布鲁图邦国际机场（Buluh Tumbang）是印度尼西亚邦加-勿里洞省丹戎潘丹的一座机场，是勿里洞岛上的主要机场，也是省内两座主要机场之一（另一机场是首府邦加槟港的德帕蒂·阿米尔机场）。
2017年下半年，三佛齐航空开通了从吉隆坡国际机场飞到哈南柔丁国际机场的包机航线。11月开通从新加坡樟宜机场飞到哈南柔丁国际机场的包机航线，每周执行三个班次。国际航线的开通将能促进勿里洞岛旅游业的发展。 
哈南柔丁国际机场的跑道长宽为2,250×45米，未来将延长到2,500米，以供波音737-800机型的起降。

## 航空公司和目的地
| 航空公司                      | 目的地                   |
| ----------------------------- | ------------------------ |
| 连城航空                      | 雅加达-苏哈              |
| 加鲁达印尼航空                | 雅加达-苏哈              |
| 加鲁达印尼航空 由探索航空运营 | 邦加槟港                 |
| 印尼狮子航空                  | 雅加达-苏哈              |
| 楠航空                        | 雅加达-苏哈、邦加槟港    |
| 三佛齐航空                    | 雅加达-苏哈 包机：吉隆坡 |
| 飞翼航空                      | 邦加槟港                 |

## 资料来源
1. ↑  世界航空数据库中的WIOD机场数据，数据截止日期：2006年10月。來源：数字航空飞行信息文件（英语：DAFIF）.
2. ↑  在大圆制图人（Great Circle Mapper）上的WIOD机场信息 （来源：数字航空飞行信息文件（英语：DAFIF））.
3. ↑  Edy Sujatmiko. . www.antaranews.com. ANTARA News. 2017-11-01  [2017-11-10]. （原始内容存档于2019-12-15）.
4. 1 2 3  Ririn Aprilia. . www.viva.co.id. PT.Viva Media Baru. 2017-09-11  [2017-11-10]. （原始内容存档于2017-11-16）.